# Empreinte d'un composant électronique
Pour les articles homonymes, voir Empreinte.
L'empreinte d'un composant électronique (footprint en anglais) représente les points de contact du composant sur le circuit imprimé (PCB) ainsi que la surface qu'il occupe. Le composant peut avoir une partie électrique qui est soudée sur le circuit imprimé mais d'autres éléments peuvent être présents, tels que des goupilles de centrage ou encore des vis qui doivent aussi être présentes sur l'empreinte du composant. Toutes ces caractéristiques doivent être prises en compte dans la conception de la carte électronique. Chaque composant possède ainsi un motif géométrique qui facilite la fabrication du schéma de câblage d'un circuit pour obtenir les typons du circuit qui permettront finalement de fabriquer le circuit imprimé.